# James Dewees
James Dewees (ur. 13 marca 1976), znany jako "Reggie" & "Klaus", czasami też jako "Paco" – muzyk amerykański, perkusista, klawiszowiec i wokalista.
Dewees ukończył liceum Liberty w mieście o tej samej nazwie w roku 1994. W tym samym roku poszedł na studia, na Uniwersytet Missouri, gdzie studiował kompozycję muzyki. Znany ze swojego projektu Reggie and the Full Effect, który stworzył, układając muzykę i grając samemu na większości instrumentów. Najbardziej popularnym albumem zespołu jest płyta Songs Not to Get Married To z 2005 roku wydana przez Vagrant Records. Nagranie to zostało stworzone po rozwodzie Jamesa ze swoją obecnie byłą żoną. Poza Reggie and the Full Effect, Dewees "przewodzi" metalowemu zespołowi Common Denominator z Finlandii, jako Klaus i euro-popowej sensacji Fluxuation.
Dewees był klawiszowcem i śpiewał chórki w zespole The Get Up Kids, i był perkusistą w zespole Coalesce. James grał także na keybordzie w New Found Glory, na jednym z ich albumów i uczestniczył z ich w trasie koncertowej. Ponadto był nieoficjalnym członkiem zespołu My Chemical Romance od 2007, grając na The Black Parade World Tour i The Black Parade is Dead!. Pomógł też w produkcji czwartego studyjnego albumu zespołu, Danger Days: The True Lives of The Fabulous Killjoys, gdzie udzielił swojego wokalu wspomagającego oraz grał na instrumentach klawiszowych. Dewees grał również na trasie promującej album, operując instrumentami klawiszowymi, perkusyjnymi oraz wokalami wspomagającymi. Był także perkusistą zespołu Leathermouth, którego założycielem jest gitarzysta Frank Iero zespołu My Chemical Romance, gdy zespół w 2008 roku został przetasowany i Dewees zastąpił Steve'a Oyolę. Od 2012 pracował także z Frankiem Iero nad wspólnym projektem - Death Spells, pierwszy i jedyny album ukazał się w lipcu 2016. Po rozpadzie MCR, Dewees grał też w debiutanckim albumie Gerarda Waya - Hesitant Alien, a także na trasie promującej tej album. 
James udzielał również ślubu Mikeyowi Wayowi i jego ówczesnej narzeczonej Alicii Simmons, 7 marca 2007 roku. 
Dewees mieszka w Nowym Jorku, w jednej z Brooklyńskich dzielnic.